# Benjamin Gleede
Benjamin Gleede (* 27. Dezember 1977 in Naila, Oberfranken) ist ein deutscher Theologe und Philosoph.
Nach dem Studium der evangelischen Theologie, Gräzistik und Philosophie in Erlangen, Tübingen und Durham wurde er 2008 in Tübingen mit einer Arbeit über die Kosmologie des Proklos in der Auseinandersetzung mit Johannes Philoponos promoviert.
Seit Ende 2012 ist er als wissenschaftlicher Mitarbeiter von Silke-Petra Bergjan (Universität Zürich) tätig, zunächst in dem von ihr geleiteten Forschungsprojekt Studien zur Übersetzungstechnik Rufins mit ausführlichem Glossar und seit 2014 in dem ebenfalls von ihr geleiteten Forschungsprojekt Umstrittene Rechtgläubigkeit. Kritische Edition von Theodorets Haereticarum fabularum compendium mit ausführlicher Einleitung.
2014 habilitierte Gleede sich an der theologischen Fakultät in Zürich im Fach Kirchengeschichte über die griechisch-lateinischen Übersetzungen besonders neutestamentlicher Parabiblica. Seitdem lehrt er dort als Privatdozent. Außerdem war er von 2015 bis 2018 als wissenschaftlicher Mitarbeiter am GOA-Project „From chaos to order“ der Katholieke Universiteit Leuven beteiligt. 2016 übernahm er eine Vertretung des Lehrstuhls für Kirchengeschichte II in Tübingen. Seit 2020 hat er an diesem Lehrstuhl eine Heisenberg-Stelle inne.
Seine Hauptarbeits- und -interessensgebiete sind patristische Texteditionen sowie die antike Kosmologie und Christologie.

## Veröffentlichungen
- als Hrsg. mit Oswald Bayer: Creator est creatura. Luthers Christologie als Lehre von der Idiomenkommunikation. Berlin 2007.
- Platon und Aristoteles in der Kosmologie des Proklos. Ein Kommentar zu den 18 Argumenten für die Ewigkeit der Welt bei Johannes Philoponos. Tübingen 2009 (STAC 54).
- The development of the term ἐνυπόστατος from Origen to John of Damascus. Leiden 2012 (Suppl. Vig. Chr. 113).
- Parabiblica Latina: Studien zu den griechisch-lateinischen Übersetzungen parabiblischer Literatur unter besonderer Berücksichtigung der apostolischen Väter. Leiden 2016 (Suppl. Vig. Chr. 137).